# Medianía Baja (Loíza)
Medianía Baja es un barrio ubicado en el municipio de Loíza en el estado libre asociado de Puerto Rico. En el Censo de 2010 tenía una población de 8781 habitantes y una densidad poblacional de 1.150,06 personas por km².

## Geografía
Medianía Baja se encuentra ubicado en las coordenadas 18°25′23″N 65°51′21″O / 18.42306, -65.85583. Según la Oficina del Censo de los Estados Unidos, Medianía Baja tiene una superficie total de 7.64 km², de la cual 6.45 km² corresponden a tierra firme y (15.5%) 1.18 km² es agua.

## Demografía
Según el censo de 2010, había 8781 personas residiendo en Medianía Baja. La densidad de población era de 1.150,06 hab./km². De los 8781 habitantes, Medianía Baja estaba compuesto por el 19.39% blancos, el 72.36% eran afroamericanos, el 0.51% eran amerindios, el 0.11% eran asiáticos, el 5.12% eran de otras razas y el 2.49% pertenecían a dos o más razas. Del total de la población el 99.59% eran hispanos o latinos de cualquier raza.